# Live at the Village Vanguard
Live at the Village Vanguard je koncertní album amerického hudebníka Marca Ribota, nahrané s jeho triem, v němž dále působili kontrabasista Henry Grimes a bubeník Chad Taylor (oba hudebníci hráli již na Ribotově studiovém albu Spiritual Unity z roku 2005). Záznam pochází z koncertu dne 30. června 2012 v klubu Village Vanguard v New Yorku. Vydala jej v květnu 2014 společnost Pi Recordings, a to jak na CD, tak i na gramofonové desce. Vydání na CD obsahuje šest skladeb, LP pouze pět (vynechána je dlouhá „Bells“). Verze dostupná ke stažení obsahuje celkem devět skladeb. Album obsahuje převážně skladby od jiných autorů, například od Alberta Aylera a Johna Coltranea. Aylerovy skladby Ribot interpretoval již na několika albech, například Shrek (1994), Don't Blame Me (1995) a Saints (2001).

## Seznam skladeb
| Pořadí         | Název                            | Autor                                     | Délka |
| -------------- | -------------------------------- | ----------------------------------------- | ----- |
| 1.             | Dearly Beloved                   | John Coltrane                             | 15:06 |
| 2.             | The Wizard                       | Albert Ayler                              | 7:59  |
| 3.             | Old Man River                    | Oscar Hammerstein II, Jerome Kern         | 6:37  |
| 4.             | Bells                            | Albert Ayler                              | 19:09 |
| 5.             | I'm Confessin' (That I Love You) | Doc Daugherty, Al Neiburg, Ellis Reynolds | 8:12  |
| 6.             | Sun Ship                         | John Coltrane                             | 7:15  |
| 7.             | Amen                             | John Coltrane                             | 12:20 |
| 8.             | Fat Man Blues                    | Marc Ribot                                | 9:44  |
| 9.             | Saints                           | Albert Ayler                              | 8:02  |
| Celková délka: | Celková délka:                   | Celková délka:                            | 94:18 |

## Obsazení
- Marc Ribot – kytara
- Henry Grimes – kontrabas, housle
- Chad Taylor – bicí